# Bianca Williams
Bianca Williams (ur. 18 grudnia 1993 w Londynie) – brytyjska lekkoatletka specjalizująca się w biegach sprinterskich, medalistka olimpijska (Paryż 2024).
W 2011 weszła w skład brytyjskiej sztafety 4 × 100 metrów, która zdobyła brązowy medal mistrzostw Europy juniorów. Nie ukończyła finałowego biegu na 200 metrów podczas młodzieżowego czempionatu Europy (2013). W 2014 zdobyła srebro IAAF World Relays oraz dwukrotnie stawała na najniższym stopniu podium podczas igrzysk Wspólnoty Narodów w Glasgow. W tym samym roku zajęła 4. miejsce na dystansie 200 metrów podczas mistrzostw Europy w Zurychu.
Medalistka mistrzostw Wielkiej Brytanii oraz reprezentantka kraju na drużynowych mistrzostwach Europy.

## Osiągnięcia
| Rok  | Impreza                                 | Miejsce    | Konkurencja        | Lokata     | Wynik         | Reprezentacja |
| ---- | --------------------------------------- | ---------- | ------------------ | ---------- | ------------- | ------------- |
| 2011 | Mistrzostwa Europy juniorów             | Tallinn    | sztafeta 4 × 100 m | 3. miejsce | 45,00         | GBR           |
| 2013 | Superliga drużynowych mistrzostw Europy | Gateshead  | sztafeta 4 × 100 m | –          | DQ            | GBR           |
| 2013 | Młodzieżowe mistrzostwa Europy          | Tampere    | bieg na 200 m      | –          | DNF           | GBR           |
| 2014 | IAAF World Relays                       | Nassau     | sztafeta 4 × 100 m | 5. miejsce | 42,75         | GBR           |
| 2014 | IAAF World Relays                       | Nassau     | sztafeta 4 × 200 m | 2. miejsce | 1:29,61       | GBR           |
| 2014 | Igrzyska Wspólnoty Narodów              | Glasgow    | bieg na 100 m      | 6. miejsce | 11,31         | ENG           |
| 2014 | Igrzyska Wspólnoty Narodów              | Glasgow    | bieg na 200 m      | 3. miejsce | 22,58         | ENG           |
| 2014 | Igrzyska Wspólnoty Narodów              | Glasgow    | sztafeta 4 × 100 m | 3. miejsce | 43,10         | ENG           |
| 2014 | Mistrzostwa Europy                      | Zurych     | bieg na 200 m      | 4. miejsce | 22,58         | GBR           |
| 2015 | IAAF World Relays                       | Nassau     | sztafeta 4 × 100 m | 3. miejsce | 42,84         | GBR           |
| 2015 | Superliga drużynowych mistrzostw Europy | Czeboksary | bieg na 200 m      | 2. miejsce | 23,16         | GBR           |
| 2015 | Mistrzostwa świata                      | Pekin      | bieg na 200 m      | półfinał   | 22,87         | GBR           |
| 2015 | Mistrzostwa świata                      | Pekin      | sztafeta 4 × 100 m | 4. miejsce | 42,10 (elim.) | GBR           |
| 2016 | Mistrzostwa Europy                      | Amsterdam  | sztafeta 4 × 100 m | 2. miejsce | 42,45         | GBR           |
| 2017 | Mistrzostwa świata                      | Londyn     | bieg na 200 m      | półfinał   | 23,40         | GBR           |
| 2018 | Halowe mistrzostwa świata               | Birmingham | bieg na 60 m       | półfinał   | 7,26          | GBR           |
| 2018 | Igrzyska Wspólnoty Narodów              | Gold Coast | bieg na 200 m      | 6. miejsce | 23,06         | ENG           |
| 2018 | Igrzyska Wspólnoty Narodów              | Gold Coast | sztafeta 4 × 100 m | 1. miejsce | 42,46         | ENG           |
| 2018 | Mistrzostwa Europy                      | Berlin     | bieg na 200 m      | 6. miejsce | 22,88         | GBR           |
| 2018 | Mistrzostwa Europy                      | Berlin     | sztafeta 4 × 100 m | 1. miejsce | 41,88         | GBR           |
| 2018 | Puchar interkontynentalny               | Ostrawa    | sztafeta 4 × 100 m | 2. miejsce | 42,55         | GBR / Europa  |
| 2019 | Superliga drużynowych mistrzostw Europy | Bydgoszcz  | sztafeta 4 × 100 m | 2. miejsce | 43,46         | GBR           |
| 2021 | Superliga drużynowych mistrzostw Europy | Chorzów    | sztafeta 4 × 100 m | 1. miejsce | 43,36         | GBR           |
| 2022 | Igrzyska Wspólnoty Narodów              | Birmingham | sztafeta 4 × 100 m | 2. miejsce | 42,41         | ENG           |
| 2022 | Mistrzostwa Europy                      | Monachium  | sztafeta 4 × 100 m | –          | DNF (elim.)   | GBR           |
| 2023 | I dywizja drużynowych mistrzostw Europy | Chorzów    | bieg na 100 m      | 5. miejsce | 11,29         | GBR           |
| 2023 | I dywizja drużynowych mistrzostw Europy | Chorzów    | bieg na 200 m      | 2. miejsce | 22,75         | GBR           |
| 2023 | Mistrzostwa świata                      | Budapeszt  | bieg na 200 m      | półfinał   | 22,45         | GBR           |
| 2023 | Mistrzostwa świata                      | Budapeszt  | sztafeta 4 × 100 m | 3. miejsce | 41,97         | GBR           |
| 2024 | World Athletics Relays                  | Nassau     | sztafeta 4 × 100 m | 3. miejsce | 42,80         | GBR           |
| 2024 | Igrzyska olimpijskie                    | Paryż      | bieg na 200 m      | półfinał   | 22,58         | GBR           |
| 2024 | Igrzyska olimpijskie                    | Paryż      | sztafeta 4 × 100 m | 2. miejsce | 41,85 (elim.) | GBR           |
| 2025 | Halowe mistrzostwa Europy               | Apeldoorn  | bieg na 60 m       | półfinał   | 7,17          | GBR           |
| 2025 | World Athletics Relays                  | Kanton     | sztafeta 4 × 100 m | 1. miejsce | 42,21         | GBR           |

## Rekordy życiowe
- Bieg na 60 metrów (hala) – 7,16 (2025)
- Bieg na 100 metrów – 11,17 (2014)
- Bieg na 200 metrów – 22,45 (2023)

25 maja 2014 brytyjska sztafeta 4 × 200 metrów z Williams w składzie ustanowiła czasem 1:29,61 aktualny rekord kraju w tej konkurencji.